# Jaroslav Eček
Jaroslav Eček (* 26. dubna 1970 Sokolov) je český politik, v letech 2010 až 2013 poslanec Parlamentu ČR za hlavní město Praha a člen TOP 09.

## Vzdělání, profese a rodina
Narodil se 26. 4. 1970 v Sokolově, vyrůstal v Praze.
Vyučil se knihařem v Jedličkově ústavu a školách v roce 1987. Svou kariéru započal jako knihař v Tiskařských závodech Kolín, pracoviště Praha a také na 1. Lékařské fakultě UK v Praze.
Od roku 1999 pracoval v SETRANSu, což je prodejna a zkušebna zdravotnických. pomůcek, kde začínal na pozici prodavač a následně se vypracoval na vedoucího prodejny, terénního pracovníka a školitele v kurzech pro nelékařské zdravotní obory.
Dále spolupracoval s pražskou Agenturou ProVás, s.r.o., pro jejich poslání pomáhal vytvářet pracovní příležitosti pro osoby se zdravotním znevýhodněním.
V současné době spolupracuje také s organizací Polámaný mraveneček, která je součástí společnosti AB Asistent, s.r.o., jejíž náplní je zaměstnávání osob se zdravotním postižením, prodej, půjčovna a poradenství v oblasti zdravotních pomůcek.
Je ženatý, s manželkou Anetou vychovává dceru Janu a syna Jaroslava.

## Politická kariéra
Ve volbách 2010 byl zvolen členem dolní komory českého parlamentu a stal se poslancem Parlamentu ČR za hlavní město Praha jako člen TOP 09. Poslancem byl do roku 2013.